# Jura
Jura – drugi okres ery mezozoicznej, od 201 do 145 milionów lat temu. Nazwana od gór Jura we Francji i Szwajcarii przez Alexandra von Humboldta w 1823 roku.

## Geografia i geologia
W czasie jury rozpoczął się rozpad Pangei prowadzący do powstania oceanów Atlantyckiego i Indyjskiego. Z tego okresu pochodzą najstarsze znane fragmenty skorupy oceanicznej na Atlantyku i Pacyfiku. W środkowej jurze nastąpiła jedna z największych transgresji morskich, osiągając maksimum w oksfordzie, skutkująca rozwojem płytkich mórz na zalanych kontynentach. Nastąpiło stopniowe złagodzenie gorącego, ale suchego klimatu triasu na ciepły i wilgotny. Ruchy tektoniczne i wulkanizm były niezbyt intensywne.
Stratygrafia jury opiera się na amonitach właściwych, które pozwalają na podział na ponad 100 poziomów. Pomocniczo wykorzystuje się także w jurze środkowej i późnej belemnity, otwornice, bruzdnice i kalpionelle.

## Podział
Okres jurajski dzieli się na trzy epoki: jura wczesna, jura środkowa i jura późna z wiekami:
| późna jura    |                                          |
| tyton         | (152,1 ± 0,9 – ~145,0 mln lat temu)      |
| kimeryd       | (157,3 ± 1,0 – 152,1 ± 0,9 mln lat temu) |
| oksford       | (163,5 ± 1,0 – 157,3 ± 1,0 mln lat temu) |
| środkowa jura |                                          |
| kelowej       | (166,1 ± 1,2 – 163,5 ± 1,0 mln lat temu) |
| baton         | (168,3 ± 1,3 – 166,1 ± 1,2 mln lat temu) |
| bajos         | (170,3 ± 1,4 – 168,3 ± 1,3 mln lat temu) |
| aalen         | (174,1 ± 1,0 – 170,3 ± 1,4 mln lat temu) |
| wczesna jura  |                                          |
| toark         | (182,7 ± 0,7 – 174,1 ± 1,0 mln lat temu) |
| pliensbach    | (190,8 ± 1,0 – 182,7 ± 0,7 mln lat temu) |
| synemur       | (199,3 ± 0,3 – 190,8 ± 1,0 mln lat temu) |
| hettang       | (201,3 ± 0,2 – 199,3 ± 0,3 mln lat temu) |

W podziale chronostratygraficznym jura dzieli się na trzy oddziały: jura dolna, jura środkowa i jura górna. W Europie północno-zachodniej do określania zespołów facji pozaalpejskich stosuje się czasami nazewnictwo tradycyjne:
- jura górna – malm lub jura biała, nazwana od typowych dla niej jasnych wapieni i margli;
- jura środkowa – dogger lub jura brunatna, nazywana od związków żelaza, barwiących na rudo-brązowo skały;
- jura dolna – lias lub jura czarna, nazwana od ciemno zabarwionych łupków osadowych.

## Flora jurajska
Klimat sprzyjał pojawianiu się dżungli, nawet na większych szerokościach geograficznych. Nie było wówczas roślin okrytonasiennych, dominowały nagonasienne, wśród nich drzewa iglaste stanowiły podstawową grupę drzewostanów. W jurze nastąpił bujny rozwój różnych gatunków araukariowatych, rodzin głowocisowatych, sosnowatych, zastrzalinowatych, cisowatych. Dużo też było liściastych drzew nagonasiennych: sagowcowych i miłorzębów oraz wymarłych już paproci nasiennych (rząd Caytoniales) i przeżywających optimum w jurze benetytów. W lasach rosły też zarodnikowe paprocie drzewiaste z rzędu olbrzymkowców Cyatheales, jednak udział drzewiastych paproci, zarówno zarodnikowych jak i nasiennych, był mniejszy niż w poprzednich okresach. Głównymi roślinami zielnymi były paprocie. Począwszy od końca wczesnej jury inne paprotniki (widłaki, skrzypy) były rzadsze, niż w triasie czy późnym paleozoiku.

## Fauna jurajska
Pojawiły się pierwsze bezdyskusyjne belemnity, szybko się rozwijając. Wraz z amonitami były głównym elementem fauny bezkręgowców mórz otwartych. Pojawiły się pierwsze planktoniczne otwornice, żyjące w przypowierzchniowych wodach mórz otwartych (są ważnym wskaźnikiem paleośrodowiska). Na obszarach płytszych intensywnie rozwijały się gąbki przechodzące wtedy optimum rozwoju. Razem z masowo występującymi sinicami oraz glonami budowały liczne rafopodobne struktury. Igły gąbek krzemionkowych oraz krzemionka z rozpuszczonych gąbek tworzyły występujące w wapieniach jury krzemienie. Pospolitym w faunie jurajskiej były coraz liczniejsze małże i ramienionogi. Liliowce bezłodygowe zaczęły przeważać nad łodygowymi. Wśród nich zdarzał się gigantyzm, np. okazy rodzaju Seirocrinus ma 20 m długości.

### Kręgowce
Rozpoczął się bujny rozwój współczesnych grup rekinów, pojawiły się pierwsze płaszczki. Szczyt rozwoju przechodziły przejściowce, a wśród ryb ościstych Teleostei zaznaczały się tendencje w budowie charakterystyczne dla większości współczesnych form (np. symetria płetwy ogonowej). We wczesnej jurze nastąpił upadek labiryntodontów, pojawiły się zaś płazy ogoniaste.
Jura wraz z kredą jest „złotym wiekiem” gadów. Rozwój przechodziły gady morskie, zwłaszcza ichtiozaury i plezjozaury, wśród których były największe plezjozaury (np. pliozaur Liopleurodon). Liczne były morskie krokodyle. Wśród latających gadów stopniowo podupadały słabo latające ramforynchy, a rozwijały się pterodaktyle. Obie grupy były rybożerne. Na lądach dominowały dinozaury, przede wszystkim zauropody, które w tym okresie osiągnęły maksymalne rozmiary. Drapieżne dinozaury w trakcie jury miały tendencję do osiągania coraz większych rozmiarów w odpowiedzi na gigantyzm ich ofiar. Pod koniec jury żył największy drapieżny dinozaur tego okresu – allozaur. Jednocześnie duża grupa drapieżnych dinozaurów była niewielkich rozmiarów. Dinozaury ptasiomiedniczne były pospolite, ale nie osiągnęły jeszcze szczytu rozwoju. Pod sam koniec jury pojawił się pierwszy praptak wywodzący się od małych drapieżnych dinozaurów.
Wśród ssaków najliczniejsze były roślinożerne wieloguzkowce i drapieżne trykonodonty. Pojawiały się też pierwsze stekowce. Ssaki były jednak grupą słabo rozwiniętą w tym okresie.

## Jura na terenach Polski
Z wyjątkiem Sudetów prawie cała Polska przykryta jest utworami jury. W płytkim morzu osadziły się grube warstwy wapieni budujących Wyżynę Krakowsko-Częstochowską. Licznie występujące tam skałki (np. Maczuga Herkulesa) reprezentują dawne rafopodobne nieuławicone budowle gąbkowo-glonowe. Skałki te są ostańcami wypreparowanymi spośród bardziej miękkich wapieni płytowych powstałych w wodach otwartych. W rejonie Gór Świętokrzyskich odsłonięte są lądowe osady piaskowców i mułowców dolnej jury z zespołami tropów dinozaurów. W tym okresie powstały skałki pienińskie oraz wapienie tatrzańskie. Z wapieni utworzonych z masowych nagromadzeń bezłodygowych planktonicznych liliowców Saccocoma zbudowany jest wierzchołek Giewontu. Osady jurajskie występują na znacznych obszarach Niżu Polskiego, pod przykryciem młodszych utworów. Obszar Sudetów był wtedy lądem (tzw. wał windelicki), na którym dochodziło do niszczenia w wyniku erozji wcześniej powstałych skał.